# The Cook Political Report

THE COOK POLITICAL REPORT WITH AMY WALTER

The Cook Political Report est une publication en ligne américaine, indépendante des partis politiques, spécialisée dans la couverture des campagnes et élections politiques américaines, fondée par l'analyste politique Charlie Cook en 1984, un analyste politique indépendant et réputé, spécialiste des prévisions qui comme Stuart Rothenberg, fondateur du Rothenberg Political Report a décidé de fonder sa propre société. 
Cette lettre d'information analyse les élections et campagnes électorales pour la Chambre des représentants des États-Unis, le Sénat des États-Unis et la Présidence Américaine. The Cook Political Report est dirigé par une équipe de cinq personnes. La couverture du Sénat est dirigé par la direction générale de l'édition Jennifer Duffy et la couverture de la Chambre des représentants par David Wasserman.